# Guillaume de Croÿ
Guillaume de Croÿ (Flandres, 1498 - Worms, 6 de janeiro de 1521) foi um cardeal do século XVI.

## Trajetória
Guillaume de Croÿ era parte da importante Casa de Croÿ. Segundo dos oito filhos de Henri de Croy, conde de Porcien, e Charlotte de Chateaubriand. Seus outros irmãos eram Philippe, Charles (conde de Porcean), Charles (bispo de Tournai), Robert, Jacqueline, Charlotte (abadessa de Guilbenghien) e Helene. Seu primeiro nome também está listado como Guillermo Jacobo.
Estudou em Louvain, tendo Juan Luis de Vives como tutor. Ingressou na ordem beneditina em 1516.
Com a morte de seu tio Jacques de Croy, em 15 de agosto de 1516, graças à influência do tio Senhor de Chièvres sobre Carlos V, Guillaume foi eleito bispo de Cambrai, com a dispensa de ter apenas dezessete anos. Nunca recebeu a consagração episcopal; renunciou ao governo da diocese em favor de seu irmão Robert de Croy, em 17 de agosto de 1519. Foi feito Abade commendatario do mosteiro de Afflighem, Malines.

## Cardinalato
A pedido de seu tio e apoiado pelo rei, foi criado cardeal-diácono no consistório de 1º de abril de 1517; recebeu o barrete vermelho e a diaconia de S. Maria in Aquiro, em 25 de maio de 1517. No dia 12 de outubro, com um indulto, ficou isento da obrigação de residência para as dignidades que agora detinha e para as que um dia exerceria.
Nomeado bispo de Coria, mas a nomeação não surtiu efeito porque pouco depois ocorreu a vacância da sé de Toledo, com a morte do Cardeal Cisneiros. Com a interferência de Carlos V, Cardeal Guillaume foi feito Administrador da Sé Metropolitana e Primacial de Toledo, de 31 de dezembro de 1517. Quando completasse vinte e sete anos, seria nomeado arcebispo; ao mesmo tempo, foi nomeado chanceler de Castela. Contudo, Cardeal de Croÿ nunca visitou a sé. O confronto ocorrido entre os vários pretendentes ao arcebispado e a eleição de um estrangeiro produziu grande indignação e descontentamento na nobreza castelhana, contribuindo para revolta das Comunidades de Castela.
O Cardeal acompanhou o imperador durante sua coroação em Aachen e mais tarde na Dieta de Worms. Morreu em Worms, enquanto caçava, ao cair de um cavalo e romper uma veia no peito. Sepultado na igreja do mosteiro de Héverde dos Celestin, Louvain, fundado por seu pai. Seu túmulo está agora na igreja capuchinha de Enghiengh, Bélgica.